# Kleinnottersdorf
Kleinnottersdorf ist ein Gemeindeteil der Stadt Greding im Landkreis Roth (Mittelfranken, Bayern). Die Gemarkung Kleinnottersdorf hat eine Fläche von 4,707 km² und ist in 393 Flurstücke aufgeteilt, die eine durchschnittliche Flurstücksfläche von 11978,33 m² haben. In ihr liegt neben dem namensgebenden Ort der Gemeindeteil Viehhausen.

## Lage
Das Dorf liegt auf dem Plateau der südlichen Frankenalb, das sich zwischen dem Schwarzachtal und dem Sulztal im Naturpark Altmühltal ausdehnt, auf 545 m ü. NHN nördlich des Gemeindesitzes, der Stadt Greding. Die von Obermässing nach Kleinnottersdorf in Serpentinen heraufführende Straße, die Kreisstraße RH 28, wurde 1926 gebaut. Sie führt weiter zum Nachbarort Österberg. Nördlich von Kleinnottersdorf geht von der Kreisstraße eine Gemeindeverbindungsstraße nach Viehhausen ab.
Bei Johann Caspar Bundschuh heißt es 1801: „Es liegt dieser starke Weiler eine halbe Viertelstunde (gemeint sind Gehminuten) von Oesterberg, von Großnottersdorf aber nördlich eine halbe Stunde entfernt, gegen Kleinhebung zu, an dem sogenannten Waldbuch auf dem Osterberg, und wird Kleinnottersdorf, zum Unterschied von Großnottersdorf, letzteres insgemein auch nur Nottersdorf allein genannt.“

## Ortsnamensdeutung
Karl Kugler deutet den Ortsnamen Kleinnottersdorf in seiner Grundform „Nottersdorf“ als das Dorf des Nothar/Nother, des Kämpfers in der Bedrängnis/des Kampfgenossen. Kleinnottersdorf ist nicht im Zusammenhang mit Großnottersdorf zu sehen, welches im 12. Jahrhundert Otrammesdorf und im 15. Jahrhundert „Otterstorff iezt Notterstorff“ oder auch „Oermannsstorff“ hieß, benannt nach dem Personennamen Otram.

## Geschichte
Orte mit der Namensendung „-dorf“ auf der Hochfläche stehen häufig mit „-ing“-Orten im Tal im Zusammenhang, im Falle von Kleinnottersdorf mit Obermässing im Schwarzachtal. Daher dürfte von dort aus die Gründung erfolgt sein, dem Namen „Nothar/Nother“ nach um das 7./8./9. Jahrhundert.
Der Eichstätter Bischof Friedrich IV. Graf von Oettingen erwarb 1398 aus der Erbmasse des Hilpolt vom Stein eine ganze Reihe von Hofstätten und Gütern, darunter auch solche von „Natersdorf“ (vermutlich Kleinnottersdorf). Das Dorf ist sowohl im Salbuch des eichstätt-hochstiftischen Amtes Greding von 1447, als auch im Salbuch des Oberamtes Hirschberg von 1447 verzeichnet. Um 1600 erscheint noch einmal Kleinnottersdorf als zum Amt Greding gehörend. Ein Hof war zumindest im 15./16. Jahrhundert bayerisches Lehen; 1526 verlieh ihn Wilhelm IV., Herzog von Baiern, an Wilhelm Schenk von Geyern.
Gegen Ende des 18. Jahrhunderts stritten sich zwei Eichstätter Ämter, das Pflegamt Obermässing und das Richteramt Greding, um die Hochgerichtsbarkeit und um die Dorf- und Gemeindeherrschaft in Kleinnottersdorf; sie gingen 1785 den Hofrat in Eichstätt um eine Entscheidung an. Am Ende des Alten Reiches gehörten von den 13 Haushaltungen elf nach Obermässing (drei Höfe, fünf Köblergüter, drei Seldengüter), einer nach Greding und ein weiterer – nach Bundschuh – zur Klosterprälatur Plankstetten bzw. – nach Hirschmann – zum Pflegamt Hilpoltstein. Gepfarrt war der Ort in die Obermässinger Filialkirche St. Stephan in Österberg, wohin die Kinder ab 1903 zur Schule gingen (vorher nach Obermässing) und wo auch die Toten bestattet wurden.
Nachdem im Zuge der Säkularisation in Bayern das Hochstift Eichstätt aufgelöst worden war, kam das Dorf Kleinnottersdorf mit dem ehemaligen Hochstift 1802 an Großherzog Erzherzog Ferdinand III. von Toskana und 1806 an das neue Königreich Bayern und dort in das Landgericht Beilngries. Hier wurde Kleinnottersdorf 1809 dem Steuerdistrikt Österberg zugewiesen, der 1811 zur Ruralgemeinde Österberg wurde. Mit dem Gemeindeedikt von 1818 bildete Bayern aus Kleinnottersdorf und Viehhausen die Gemeinde Kleinnottersdorf im Landgericht und Rentamt Beilngries. 1857 wurde die Gemeinde Kleinnottersdorf mit weiteren sieben Gemeinden aus dem Landgericht Beilngries herausgenommen und in das näher liegende Landgericht Greding gegeben.
Einige Grundstücke in der Kleinnottersdorfer Flur gehörten 1802 zum „Reichertsgut“, einem Hof in Jettenhofen. 1823 zählte man in Kleinnottersdorf 98 Einwohner; zur Gemeinde gehörten noch die 45 Einwohner von Viehhausen. 1822 bestand ein zum Verkauf stehendes Gant-Anwesen von Kleinnottersdorf neben Äckern und Wiesen aus „Haus, Stadl, Backofen, Schweineställen, Brunnen, Hofraith und 1 Tagwerk Garten.“ 1875 zählte man in Kleinnottersdorf bei 90 Bewohnern einen Viehbestand von 14 Pferden und 100 Stück Rindvieh.
1950 hatte Kleinnottersdorf 16 Haushalte und aufgrund des Zuzugs von Vertriebenen und Flüchtlingen vorübergehend 102 Einwohner, das zur Gemeinde gehörende Viehhausen acht Haushalte und 57 Einwohner. Im Zuge der Gebietsreform in Bayern schloss sich die Gemeinde Kleinnottersdorf am 1. Januar 1972 der Stadt Greding an.

### Wasserversorgung
Über Jahrhunderte hin war die Versorgung von Mensch und Tier mit Wasser auf der wasserarmen Albhochfläche problematisch. Ab 1911 beteiligte sich Kleinnottersdorf am Bau eines Wasserturms im nahen Viehhausen und teilte sich mit den anderen vier beteiligten Nachbardörfern die Unterbringung und Versorgung der rund 200 Arbeiter, die ständig mit dem Bau beschäftigt waren. Noch bis 1912 wurde das Grund- und Regenwasser des dörflichen Mischbrunnens für die Viehversorgung genutzt. Das Wasser für die Haushalte lieferten drei Quellen am Waldhang, deren Wasservolumen ab 1912 zum Wasserturm in Viehhausen als dem höchstgelegenen Ort der „Kleinnottersdorfer Gruppe“ gepumpt wurde. Am 5. Juni 1978 wurde das Dorf an die Wasserversorgung der „Jura-Schwarzach-Thalach-Gruppe“ angeschlossen, die „Kleinnottersdorfer Gruppe“ wurde aufgelöst.

### Einwohnerentwicklung (nur das Dorf)
- 1823: 98 (15 Anwesen)[17]
- 1836: 92 (15 Anwesen)[21]
- 1840: 96 (15 Häuser, 18 katholische Familien)[22]
- 1871: 90 (51 Gebäude)[19]
- 1938: 87[23]
- 1950: 102 (16 Anwesen)[17]
- 1961: 72 (15 Wohngebäude)[24]
- 1987: 68 (14 Wohngebäude, 14 Wohnungen)[25]

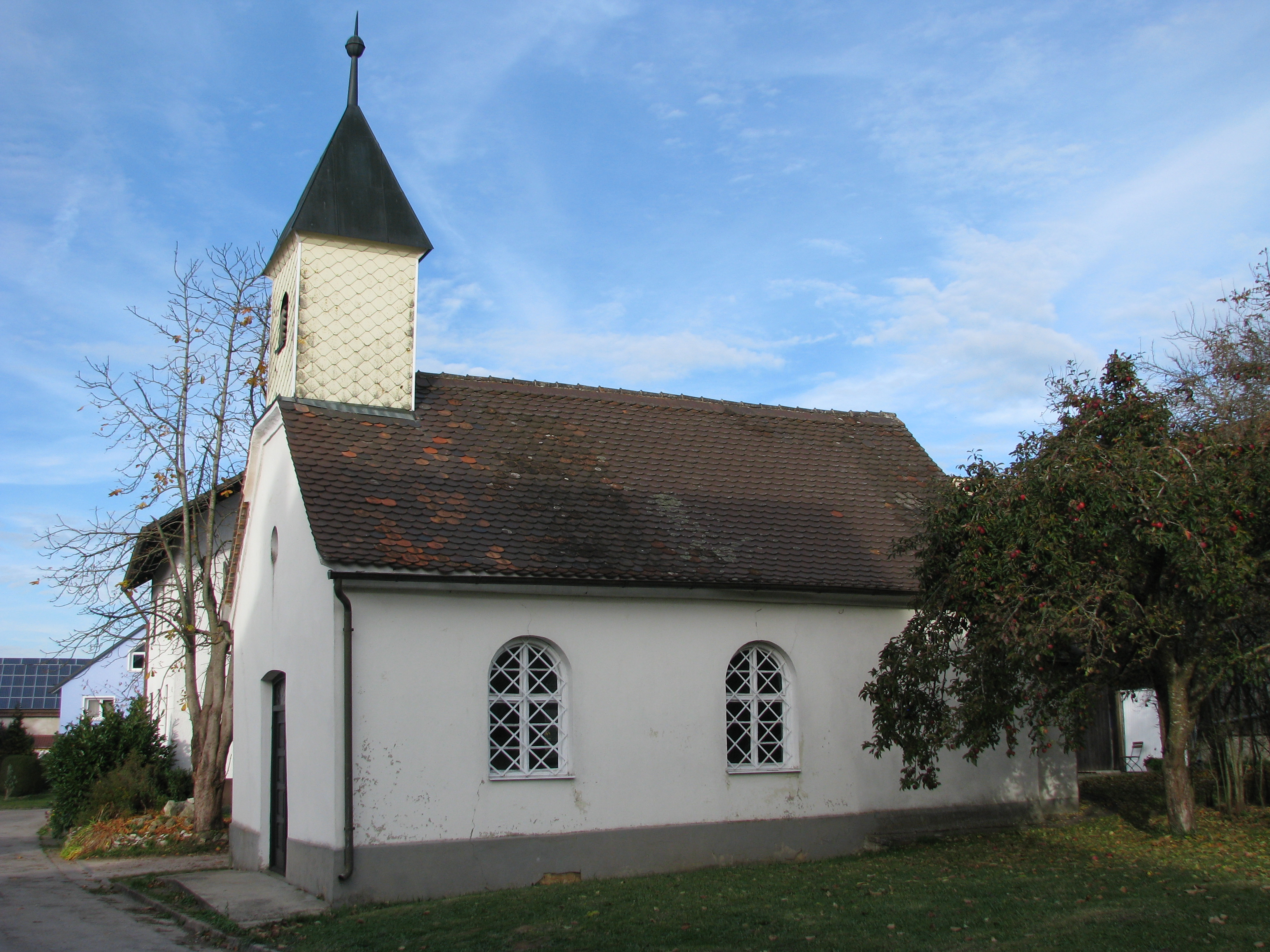
Ortskapelle in der Dorfmitte

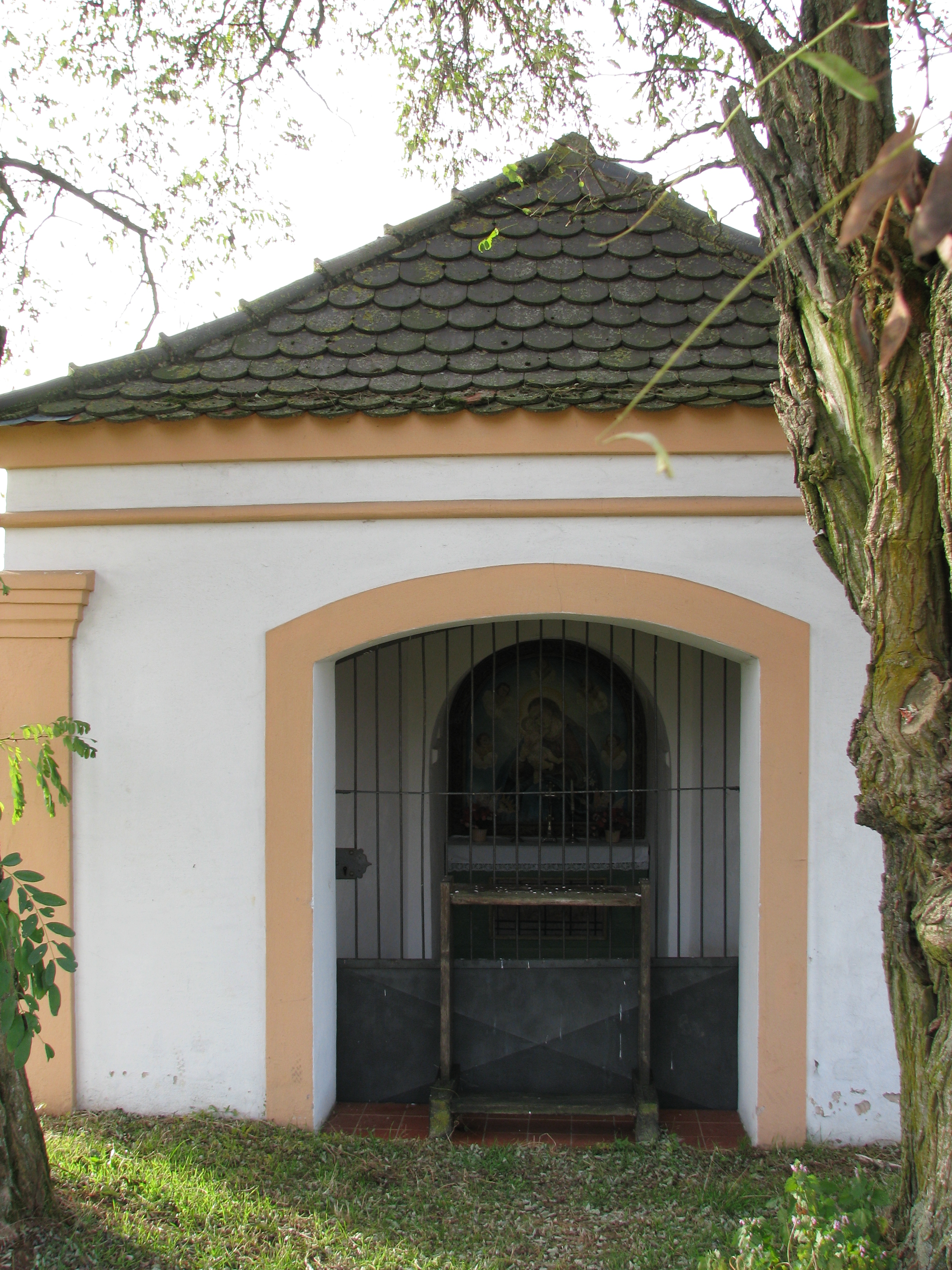
Flurkapelle am westlichen Dorfausgang

- 2021: 47
- 2024: 49

## Bauwerke

### Katholische Ortskapelle St. Maria
Die Ortskapelle wurde 1868 in der Dorfmitte errichtet und 1871 benediziert. Es handelt sich um einen verputzten Bau mit Satteldach und Dachreiter mit Zeltdach. Der Chor schließt dreiseitig ab. Auf dem Barockaltar steht eine Marienstatue mit Kind, an den Seiten sind Statuen der hl. Walburga und des hl. Sebastian angebracht. Sie gilt als Baudenkmal.

### Katholische Feldkapelle St. Maria
Die ebenfalls der hl. Maria gewidmete Feldkapelle am westlichen Dorfausgang wurde 1898 erbaut. Das über dem Altar angebrachte Marienbild (mit Kind) ist von sieben Engelsköpfen auf Wolken umgeben, wobei der Engel links unten Maria eine Krone reicht. An religiösen Kleindenkmälern gab es 1938 in der Kleinnottersdorfer Flur eine gemauerte Bildsäule und drei Holzkreuze. Der Ort gehört zum Pfarreienverbund Greding der Diözese Eichstätt.

## Wanderweg
Es gibt einen sechs Kilometer langen Rundwanderweg Nr. 7 „Obermässing-Kleinnottersdorf-Obermässing“ und den 19 Kilometer langen Rundwanderweg „Quellenwanderweg“, der in Kleinnottersdorf beginnt.